# Neuroleon (Neuroleon) distinctus
Neuroleon (Neuroleon) distinctus is een insect uit de familie van de mierenleeuwen (Myrmeleontidae), die tot de orde netvleugeligen (Neuroptera) behoort. 
Neuroleon (Neuroleon) distinctus is voor het eerst wetenschappelijk beschreven door Navás in 1931.